# Johann Ulrich Wagner
Johann Ulrich Wagner (* 28. Februar 1819 in Güttingen; † letztmals erwähnt 1869) war ein Schweizer evangelischer Geistlicher.

## Leben

### Familie
Johann Ulrich Wagner war der Sohn von Hans Ulrich Wagner und dessen Ehefrau Anna Magdalena (geb. Vogt).
Er heiratete 1843 Elisabeth (geb. Wölkli).

### Werdegang
1839 immatrikulierte er sich an der Universität Zürich zu einem Theologiestudium, das er in der Folge an der Universität Basel fortsetzte.
Von 1844 bis 1851 war er Pfarrer in Mollis, bis er wegen seiner Kritik an Glaubenssätzen und der Pfarrerschaft vom Glarner Grossen Rat vom Dienst suspendiert wurde; 1857 wurde er Helfer und war anschliessend in der Zeit von 1859 bis 1868 Pfarrer der deutsch-reformierten Gemeinde in Genf. Nachdem er aus dem Kirchendienst entlassen worden war, reiste er 1869 aus Genf aus und ist vermutlich nach New York ausgewandert. Über seinen weiteren Verbleib liegen keine Erkenntnisse vor.

### Geistliches Wirken
Johann Ulrich Wagner war ein Anhänger der radikalen Richtung des theologischen Liberalismus an, forderte einen bekenntnisfreien vernünftigen Christenglauben und setzte sich für die Arbeiter ein. 

### Vortragstätigkeiten
In Genf hielt Johann Ulrich Wagner verschiedene Vorträge über das Thema "Revolution" im Grütliverein, der eine wichtige Rolle in der Schweizer Arbeiterbewegung spielte, im Deutschen Verein und in der Vereinigung der Freidenker.

## Schriften (Auswahl)
- Die Orthodoxen (Buchstabengläubigen) und Pfarrer Wagner von Mollis: Ein religionsgefährliches Gemälde des Glarnerlandes. Zürich: Druck Glarus, 1850.
- Die falschen Profeten unserer Tage: Predigt über I. Johannes 4, 1; gehalten am 8 September 1861 bei Gelegenheit der Versammlungen der evangelischen Allianz. Genf 1861.
- Les faux prophètes de nos jours: sermon sur I Jean IV, 1, prêché contre les représentants de l'orthodoxie, trad. en français et dédié à tous les amis de la vérité. Geneve 1862.
- Vorträge über Revolution und Reformation. Genf 1862.
- Vorträge über Recht und Unrecht, Wahrheit und Lüge. Genf 1863.